# بطاقة موالف التلفاز

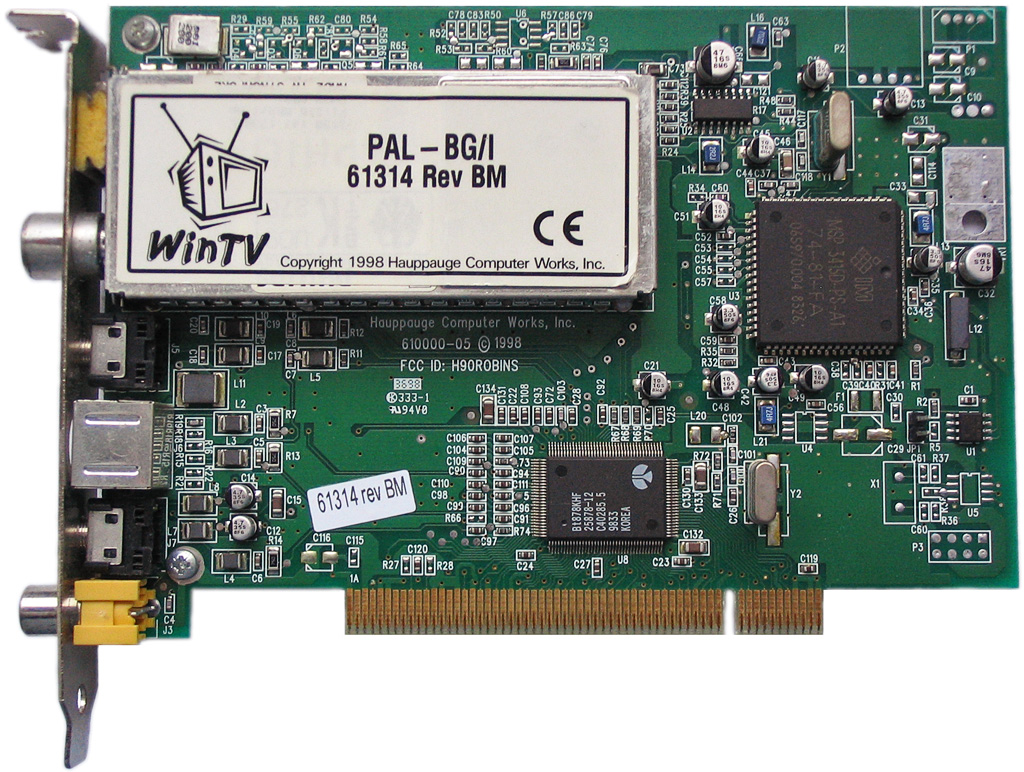
بطاقة موالف التلفاز وين تي في من شركة هاوباوغي

إن بطاقة موالف التلفاز (المرناة)هي بطاقة حاسوب تمكن من تحويل إشارات التلفاز إلى إشارة رقمية يمكن عرضها على شاشات الحاسوب. وإن أغلب هذه البطاقات تعمل كبطاقات تسجيل الفيديو، التي تمكّن من تسجيل برامج التلفاز على قرص صلب لعرضها في وقت لاحق.

## أنواعها

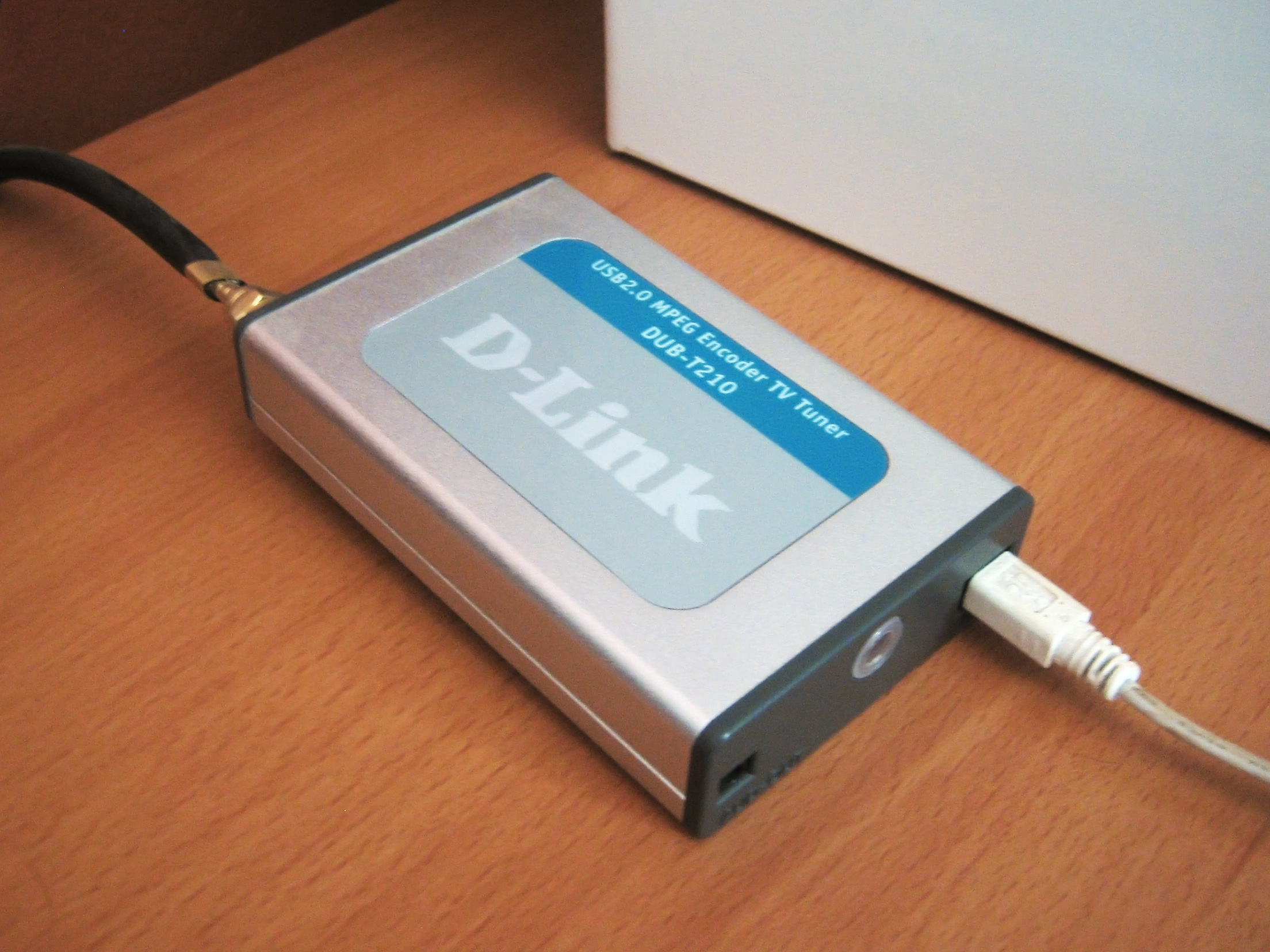
وحدة موالف التلفاز الخارجية من شركة دي - لينك تستعمل ناقل متسلسل عام (USB)

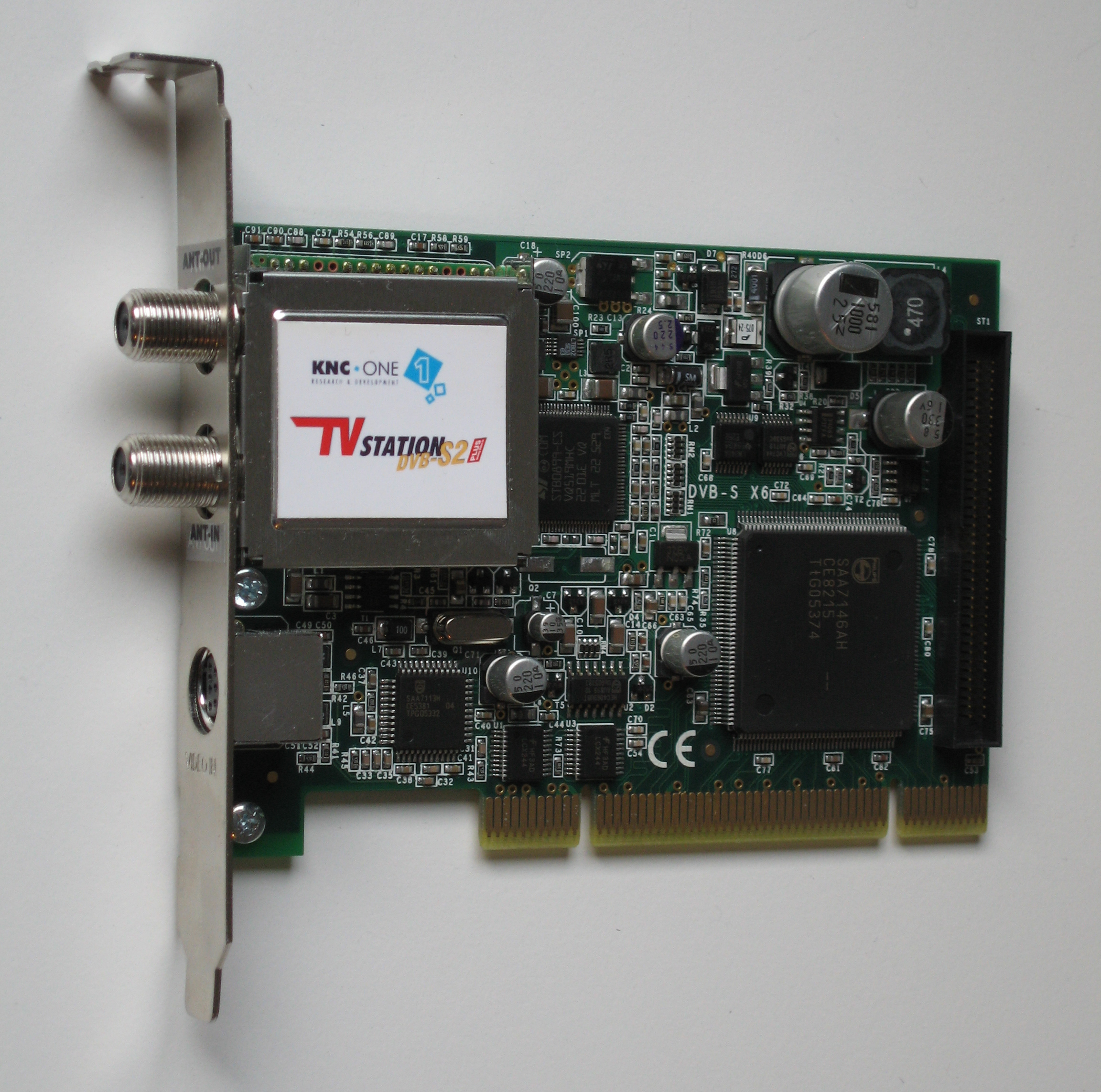
بطاقة موالف التلفاز تي في ستايشون تستعمل نظام تشفير التلفزة الرقمية دي في بي - أي 2

تستعمل بطاقات موالف التلفاز العديد من الواجهات أهمها:منفذ الملحقات الإضافية (PCI) ومنفذ الملحقات الإضافية السريع (PCI Express) ومنفذ الملحقات الإضافية السريع الصغير (Mini PCI Express) وبي سي أم سي أي إيه (PCMCIA) وبي سي أم سي أي إيه السريع (PCMCIA Express) وناقل متسلسل عام (USB). وهناك بعض البطاقت تستعمل الإيثرنت. وهناك بعض البطاقات تستعمل كبطاقة العرض المرئي في آن واحد، مثل بطاقات إيه تي أي أول إن واندر. وإن هذه البطاقات تحتوي على موالف ومحول تماثلي رقمي ومستخلص (Demodulation). وبعض البطاقات الرخيصة لا تحتوي على معالج في البطاقة فهي تعتمد على وحدة المعالجة المركزية لتقوم بالاستخلاص.
وهناك حاليأ أربع أنوا من بطاقات موالف التلفاز:

### موالفاتالتلفزة التماثلي
وإنها بطاقات رخيصة تستخدم إشارات تماثلية صافية، مناسبة لعرض القنوات الحي ولكن تحتوي على نوع من ضغط البيانات لتسجيل الفيديو. والبطاقات الأكثر كلفة تستطيع تحفيظ الفيديوهات بتشفير موشن جايباغ (Motion JPEG) وإم بي إي جي وهي تخفف الضغط عن وحدة المعالجة المركزية. وبعض البطاقات تحتوي على مدخل للإشارات التماثلية مثل الفيديو المركب (Composite Video) وعناصر الفيديو (Component Video) وأس فيديو (S-Video) وبعضها يحوي موالف راديو أف أم.

### موالفالتلفزة الرقمي
إن التلفزة الرقمي تبث البرامج بشيفرة إم بي إي جي-2، فهذه البطاقات لا تحتاج إلى مشفر. فهي تحوي عوضا عن ذلك ناقل لإم بي إي جي أو تستخرج عناصر الصوت والصورة.

### موالف هجين
وإن هذه البطاقات تحوي على نظامي التماثلي والرقمي في بطاقة واحدة. وإن التحويل بين الإثنين سهل ولكن ليس فوري. فهي تعمل كموالف التلفزة التماثلية أو الرقمي لحين إعادة تنظيمها.

### موالف مدمج
وهو يشبه الموالف الهجين، ولكنه يحتوي على موالف رقمي وموالف تماثلي منفصلين في آن واحد. فيستطيع المستخدم أن يشاهد قنوات تلفزة تماثلية وتسجيل برامج رقمية في نفس الوقت. وإن أفضلية هذه البطاقة على بطاقتين رقمية وتماثلية منفصلتين هي انخفاض الكلفة واستعمال منفذ واحد بدل من إثنين. وفي حين تحوّل الكثير من الدول نظام بثّها من تماثي إلى رقمي، يزداد شعبية هذا النوع من البطاقات.
وإن بعض البطاقات يمكن أن تحوي رقاقات متخصصة للتشفير مثل موالف التماثلي والهجين ومدمج، أو تستطيع أن تترك التشفير لوحدة المعالجة المركزية. وإن البطاقات التي تحتوي على رقاقات تشفير خاصة تعتبر أعلى جودة من غيرها. والعديد من المولفات الصغيرة التي تستعمل الناقل المتسلسل العام (USB) إزدادات شعبيتها في أعوام 2006 و2007 ويتوقع أن يزداد شعبيتها أكثر في الأعوام اللاحقة. ولكن هذه البطاقات الصغيرة ينقصها رقاقات مشفرة، لصغر حجمها وفقدانها لمبرد المعدات.
وفي حين أن معظم موالفات التلفزة تستقبل موجات تلفزة محدودة وأنواع تشفير قليلة تبعًا لتقسيم تشفير الدول، فإن بطاقات موالف التلفزة للحاسوب تستخدم معالجا رقميا للإشارات، فهي تحتاج فقط لتطويربرنامجها الثابت لكي تدعم نظام تلفزة دول مختلفة (مثل التحويل من نظام التلفزة بال إلى أن تي أس سي). فإن العديد من البطاقات الجديدة تملك ذاكرة وميضية لتحوي برنامجا ثابتا شاملا لفك تشفير عدة أنواع من شيفرات الفيديو، مما يساعد في التنقل في عدة دول من دون الحاجة لتطوير البرنامج الثابت. وفي حين يمكن تغير البرنامج الثابت لتغير نظام تشفير الإشارات المتماثلة فإنه لايستطيع تغير تشفير الإشارات الرقمية المختلفة، لأن اختلاف نوع معدات تشفير التلفزة الرقمية يمنع من دعم عدة أنواع البث الرقمي المختلفة حسب تقسيم الدول. فهي تحتاج لعدة رقاقات تشفير مختلفة لتدعم شيفرات التلفزة الرقمية المختلفة.
والكثير من بطاقات موالف التلفاز تحوي مذياع أف أم، وذلك بسبب التشابه في طريقة بث إذاعات راديو الأف أم وبث التلفزة التماثلية، لأن سلسلة الموجات (Frequency Spectrum) لراديو الأف أم قريب جدا أو حتى موجدا في سلسلة موجات التردد العالي جدا للتلفزة التماثلية. والعديد من محطات التلفزة تستعمل نظام تردد موجات الأف أم لأصوات البث. فالاستماع إلى موجات محطات راديو الأف أم يحصل ببساطة بتعديل معدات البطاقة الموجودة.

## شركات تصنع بطاقات موالف التفاز
- أتش بي
- أسوس
- إي تي آي تيكنولوجيز
- ديل
- دي - لينك
- جيجابايت (شركة)
- إنفيديا

[[